# Mahalaza Fanimana
Mahalaza Fanimana  est un village malgache situé dans la partie centrale de la région de Sofia. Il se trouve à 31 km de Befandriana-Avaratra sur la RN 32 vers Mandritsara qui traverse la région de Sofia reliant la ville d'Antsohihy avec Mandritsara.

Dans le voisinage se trouvent Ambodimotso, Fanimana, Antsambalahy, Befandriana-Avaratra.
Coordonnées géographiques : -15.393347,48.585262